# Giovanni Bazoli

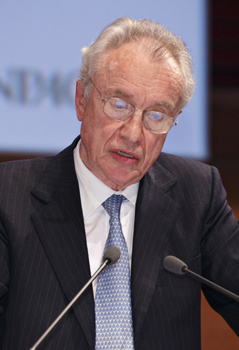
Giovanni Bazoli

Giovanni Bazoli, född 18 december 1932 i Brescia, Italien, är en italiensk bankir. Giovanni Bazoli kommer från en välkänd och inflytelserik italiensk bankirfamilj. Han är finanschef för det börsnoterade bolaget Mittel, registrerat på Milano börsen, och ordförande för banken Intesa Sanpaolo. Hans farfar, Luigi Bazoli, var en av dem som bildade det kända italienska partiet Partito Popolare 1919.